# Under Soil and Dirt
| Recensione        | Giudizio |
| ----------------- | -------- |
| Alternative Press | [ 2 ]    |

Under Soil and Dirt è il primo album in studio del gruppo musicale statunitense The Story So Far, pubblicato nel 2011. Il disco si è posizionato al numero 26 nella lista dei "51 album pop punk maggiormente essenziali di tutti i tempi" stilata da Rock Sound.

## Tracce
1. States and Minds – 0:51
2. Roam – 2:54
3. Quicksand – 2:38
4. Swords and Pens – 3:09
5. High Regard – 3:51
6. Daughters – 3:06
7. Mt. Diablo – 4:09
8. Four Years – 2:44
9. Rally Cap – 2:18
10. Placeholder – 3:05
11. Closure – 3:19

Durata totale: 32:04
Tracce bonus edizione giapponese (Ice Grill$ Records)
1. 680 South – 2:47
2. May – 1:22
3. Unlisted Track (cover dei Jawbreaker) – 2:21

## Formazione
- Kelen Capener – basso
- Parker Cannon – voce
- Kevin Geyer – chitarra
- Ryan Torf – batteria
- William Levy – chitarra

- Sam Pura – ingegneria del suono, produzione, missaggio, mastering
- Cody Sullivan – illustrazioni, layout

## Classifiche
| Classifica (2021)          | Posizione raggiunta |
| -------------------------- | ------------------- |
| Regno Unito (rock & metal) | 35                  |